# Cộng hòa Xã hội chủ nghĩa Xô viết Galicia
Cộng hòa Xã hội chủ nghĩa Xô viết Galicia (SSR Galacia) tồn tại từ ngày 8 tháng 7 năm 1920 đến ngày 21 tháng 9 năm 1920 trong thời gian Chiến tranh Ba Lan-Xô viết. Phạm vi của nước này nằm ở miền kiểm soát phía Tây Nam của Hồng Quân Xô viết.
Sau sự sụp đổ của Đế quốc Áo-Hung vào tháng 11 năm 1918, vùng Podillia ở phía tây thuộc về nhà nước Cộng hòa Nhân dân Tây Ukraina. Nhưng vùng này đã bị Ba Lan xâm chiếm vào năm 1919 theo Hiệp ước Ba Lan-Cộng hòa Nhân dân Ukrainia ký vào tháng 4 năm 1920. Hồng quân Xô viết đã giành lại vùng Podillia vào năm 1920 khi chiến tranh giữa Ba Lan và chính quyền Xô viết ở Liên Xô vẫn đang diễn ra.
Cộng hòa Xã hội chủ nghĩa Xô viết Galicia được Ủy ban Cách mạng Galicia (Halrevkom) thành lập và lãnh đạo, một chính phủ lâm thời được thành lập dưới sự bảo trợ của Cộng hoà Xô viết Nga. Chính phủ được đặt tại Ternopil ở phía đông Galicia do Zatonsky Volodymyr làm Chủ tịch. Chính phủ và Halrevkom đã thiết lập và củng cố lại hệ thống chính quyền; ra các nghị quyết về việc thành lập Hồng quân Galicia, phát hành tiền tệ và thiết lập một hệ thống giáo dục, bình đẳng giữa các dân tộc và ngôn ngữ. Các ngôn ngữ được sử dụng công khai có tiếng Ba Lan,tiếng Ukraina và tiếng Yiddish(một thứ tiếng thuộc nhóm ngôn ngữ German cổ của người Do Thái ở Trung và Đông Âu).
Chính quyền Halrevkom đã không kiểm soát được vùng Lviv (thành phố Lviv thuộc tỉnh Lviv, Ukraina ngày nay) với những mỏ dầu lớn ở Boryslav và Drohobych.
Cộng hòa Xã hội chủ nghĩa Xô viết Galicia nhanh chóng biến mất. Hòa ước Riga năm 1920 đã chấp nhận điều  khoản sáp nhập toàn bộ vùng Galicia vào Ba Lan. Một chính quyền tương tự, nhưng không hoạt động thành công. Chính quyền cộng sản này do Polrevkom đứng đầu, thành lập ở vùng kiểm soát của Hồng quân Xô viết tại tây bắc Ba Lan (Chính phủ được đặt tại Bialystok).